# 새나래병원
새나래병원은 광주광역시 북구 첨단2지구 위치한 신경외과, 정형외과 중심의 병원이다. 특히 목.어깨통증 중점진료를 표방하고 있다.
2022년 목.어깨에서 허리.무릎까지 라는 슬로건으로 신경외과와 정형외과의 질환으로 인해 환자들이 느끼는 증상의 원인을 정확하게구분하고 원인치료를 할 수 있도록 진료의 변화를 가졌고, 특히 허리와 무릎의 질환까지 치료할 수 있는 의료진을 영입함에 따라 진료의 범위가 확대되었다.
새나래병원은 메디컬아시아2015,2016,2017  목&어깨통증 부문에서 대상을 수상한바 있으며 2016년,2017년 대한 임상검사협회 신빙도 조사사업에서 품질인증을 획득했으며, 2017년 고객선호브랜드지와 2018년 한국소비자만족지수에서 목&어깨통증 부분 대상을 수상했다.
2020년 6월 12일 한국기업데이터(주)의 기술신용평가에서 기술력이 우수한 T4 등급으로 불분명한 목.어깨통증의 원인치료의 기술분야로 우수한 평가결과를 받았다. 
‘기술신용평가(Tech Credit Bureau, TCB)’는 기술력을 갖춘 기업을 대상으로 해당 기업의 기술사업역량 및 기술경쟁력을 종합적으로 분석 및 평가하여 기술등급을 부여하는 제도다. 현재 민간 기술신용평가기관인 한국기업데이터㈜, NICE평가정보㈜ 등에서 운영하고 있다.
2024년 7월 새나래병원은 종합검진센터를 개소하였다.